# Operação Washtub
A Operação Washtub, foi uma operação secreta da CIA organizada para plantar um falso esconderijo de armas Soviético na Nicarágua para demonstrar que a Guatemala tinha laços com Moscou durante a Guerra Fria. A operação fazia parte de um plano para derrubar o Presidente da Guatemala, Jacobo Arbenz Guzmán em 1954.
Em 19 de fevereiro de 1954, a CIA plantou um esconderijo de armas de fabricação soviética, na costa da Nicarágua para ser "descoberto" semanas mais tarde por pescadores da remuneração do presidente da Nicarágua Anastasio Somoza García. Em 7 de Maio de 1954, o presidente Somoza divulgou a repórteres em uma conferência de imprensa que um submarino soviético tinha sido fotografado, mas que não havia fotos disponíveis. A história envolveu também esquadrões de morte guatemaltecos. A imprensa e o público eram céticos e a história não foi muito divulgada pela imprensa.